# Aterrizaje en la Luna
Aterrizaje en la Luna o Hemos pisado la Luna (título original en francés: On a marché sur la Lune) es el decimoséptimo álbum de Las aventuras de Tintín, la serie de cómics del dibujante belga Hergé. La historia fue serializada semanalmente en la revista belga Tintín de octubre de 1952 a diciembre de 1953, antes de ser publicada en un volumen recopilado por Casterman en 1954. Completando un arco de historia comenzado en el volumen anterior, Objetivo: la Luna (1953), la trama narra el joven reportero Tintín, su perro Milú y sus amigos el Capitán Haddock, el Profesor Tornasol y Hernández y Fernández que están a bordo de la primera misión tripulada de la humanidad a la Luna.
Desarrollado en parte a través de las sugerencias de los amigos de Hergé, Bernard Heuvelmans y Jacques Van Melkebeke, Aterrizaje en la Luna fue producido a raíz de la extensa investigación de Hergé sobre la posibilidad de viajes espaciales humanos —una hazaña que aún no se había logrado— para ser lo más realistas posible. Hergé continuó Las aventuras de Tintín con El asunto Tornasol, mientras que la serie se convirtió en una parte definitoria de la tradición de los cómics franco-belgas. Los críticos han elogiado el detalle ilustrativo del libro, pero han expresado opiniones mezcladas de la historia. El volumen fue adaptado tanto para la serie de animación de Belvision de 1957, Hergé's Adventures of Tintín, como para la serie animada de 1991 Las aventuras de Tintín de Ellipse y Nelvana.

## Argumento
La historia continúa en el punto donde queda el álbum anterior: el profesor Tornasol, Tintín, Milú, el Capitán Haddock y el asistente de Tornasol, Frank Wolff, están a bordo de una nave espacial atómica que sale de la Tierra con destino a la Luna. Pronto, después del despegue descubren que los detectives Hernández y Fernández se han subido accidentalmente a bordo, poniendo en tensión el suministro de oxígeno. Los detectives accidentalmente apagan el motor nuclear, interrumpiendo la gravedad artificial y haciendo flotar a todo el mundo hasta que Tintín corrige el problema. Luego sufrieron una recaída de la droga de la Fórmula 14 —visto en El país del oro negro (1950)—, que provoca que su cabello crezca rápidamente en múltiples colores, pero Tornasol posteriormente administra una cura.

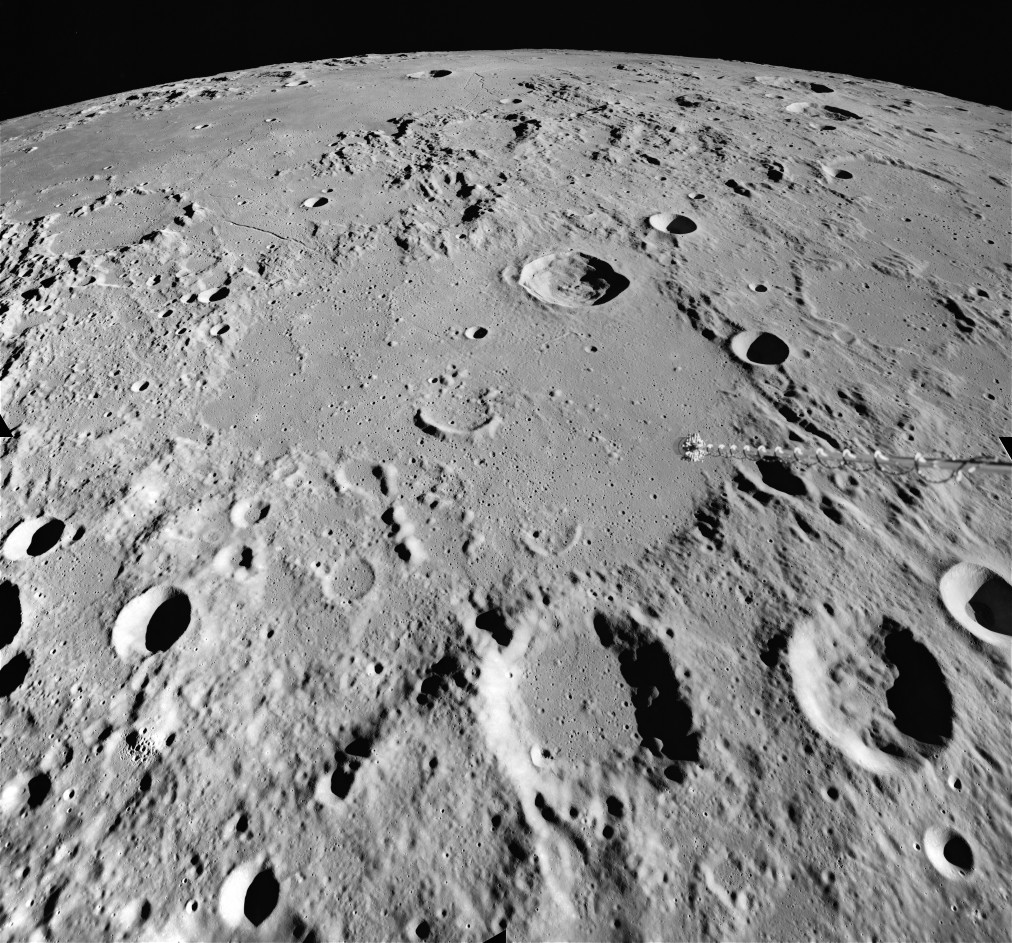
La expedición aterriza en el cráter de Hiparco (en la imagen, tomada por el Apolo 16).

 Haddock, que pasó de contrabando whisky a bordo del cohete, se emborracha y toma un paseo espacial improvisado, durante la cual se convierte brevemente en un satélite del asteroide Adonis (en ese momento, el profesor Tornasol dice con humor que le dirá a la Tierra que Adonis tiene un nuevo satélite nombre de Haddock) pero Tintín es capaz de rescatarlo.
El cohete aterriza en el cráter de Hiparco y Tintín se convierte en el primer humano en pisar la Luna. Tres días después, Haddock, Wolff y Tintín toman un tanque para explorar algunas cuevas de estalactitas en dirección al cráter Ptolomeo; dentro de una cueva Milú se desliza en un abismo cubierto de hielo, pero Tintín lo rescata. Más tarde, a bordo del cohete, Tintín es abordado por un tercer polizón, el coronel Jorgen Boris —que ya apareció en El cetro de Ottokar (1939) conspirando contra el rey Muskar XII—, un espía que estaba compinchado con Wolff, el cual había sido chantajeado por una potencia extranjera para la que trabaja Jorgen. Con la ayuda de Wolff, Jorgen intenta secuestrar el cohete y devolverlo a la Tierra, pero es frustrado por Tintín a través de un sabotaje de emergencia al cortar la transmisión al motor.
Debido a la tensión en los suministros de oxígeno, la tripulación decide abandonar la mayor parte del equipo y cortar brevemente la estancia lunar. El trabajo de reparación se completa poco antes de lo previsto y el cohete queda despejado para despegar. A medio camino de la Tierra, Jorgen se escapa de sus ataduras gracias a la torpeza de los detectives y trata de matar a Tintín y los demás; Wolff busca evitarlo, y en su lucha por un arma Jorgen es asesinado. Cuando se revela que no habrá suficiente oxígeno a bordo para que la tripulación sobreviva al viaje, Wolff se sacrifica abriendo la esclusa mientras todos duermen y flotando en el espacio hasta su muerte. La tripulación cae inconsciente, pero Tintín se despierta lo suficientemente pronto para poner el cohete en piloto automático y llegar de regreso a Syldavia con seguridad.

## Historia

### Contexto
Hergé ideó por primera vez la idea de enviar a Tintín en una misión a la Luna mientras trabajaba en El templo del Sol (1949). Su decisión de entrar en el campo de la ciencia ficción podría haber sido influenciada por su rivalidad amistosa con su colega Edgar P. Jacobs, que recientemente había tenido éxito con su propio cómic de ciencia ficción, El secreto del pez espada (1950-53). Decidió que sería un arco de dos volúmenes, como lo había demostrado con éxito sus arcos anteriores, El secreto del unicornio (1943) y El tesoro de Rackham el Rojo (1944), y posteriormente con Las siete bolas de cristal (1948) y El templo del Sol. Su intención inicial era comenzar esta historia después de la culminación de El templo del Sol, pero tanto su esposa Germaine Remi como su amigo Marcel Dehaye lo convencieron de que siguiera con En el país del oro negro (1950), una historia que había dejado sin terminar, en su lugar.

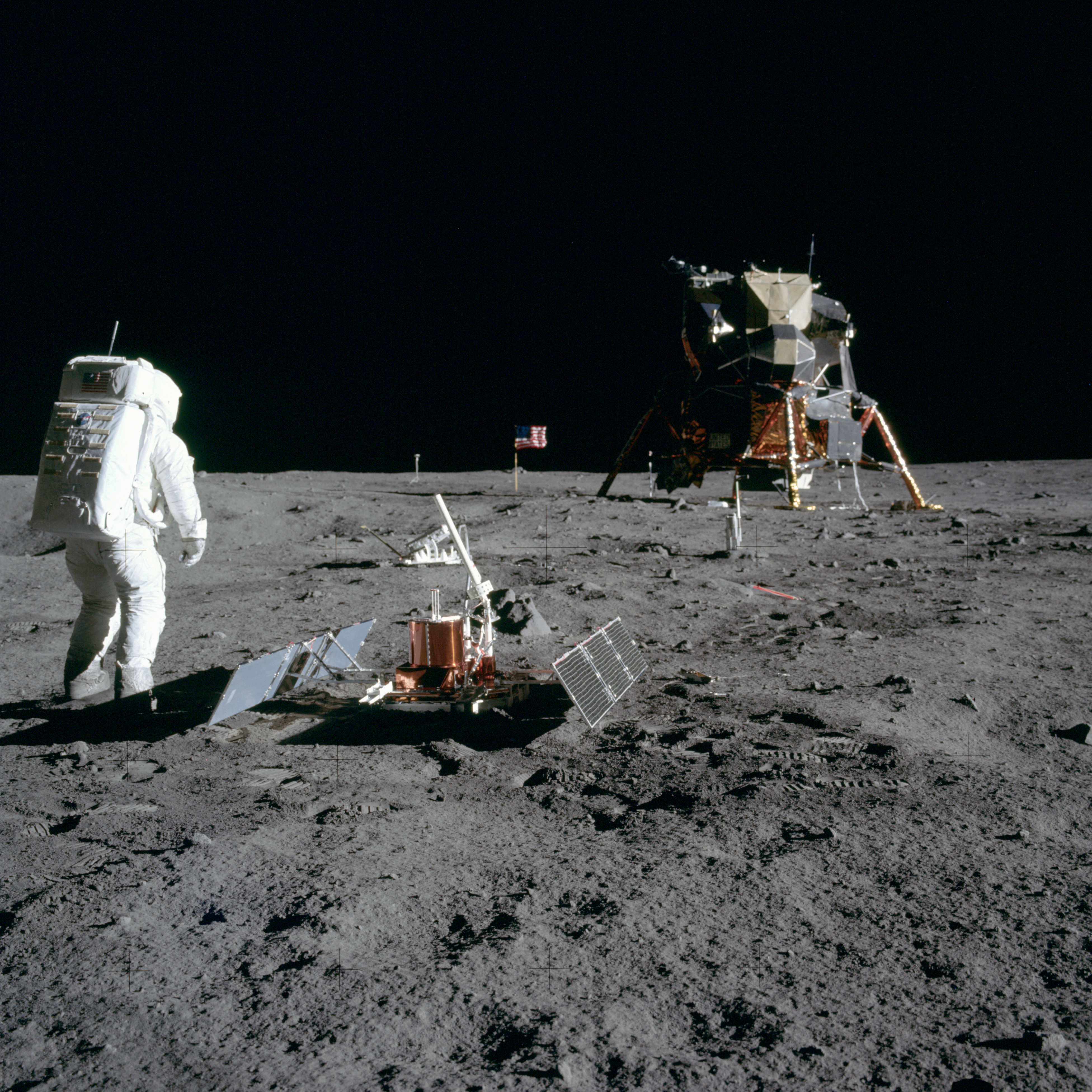
La historieta de Tintín en la Luna se produjo antes de la llegada del primer hombre al suelo lunar. En la imagen, la misión del Apollo 11.

Buscando consejo sobre la historia, Hergé consultó a su amigo Bernard Heuvelmans, que había sido autor del libro de no ficción L'Homme parmi les étoiles (1944). En otoño de 1947, Heuvelmans y Jacques Van Melkebeke desarrollaron un guion para la historia, que dieron a Hergé. Esta versión se basó en la expedición lunar de Tornasol a un lugar ficticio, Radio City, en los Estados Unidos. Presentaba un regreso del profesor Decimus Phostle, un personaje que había aparecido previamente en La estrella misteriosa (1942), pero esta vez como un antagonista; Phostle había vendido los secretos de la misión con el fin de obtener fondos para comprar un diamante para la actriz Rita Hayworth. A principios de 1948, Hergé produjo dos páginas en blanco y negro de esta versión de la historia antes de abandonarla. Hergé conservó algunos elementos de este guion original en su versión final, es decir, las escenas en las que Haddock bebe whisky en un ambiente libre de gravedad y en el que Haddock va a un paseo espacial y casi se convierte en un satélite de Adonis, que aparecen en las páginas 5 y 8 de Aterrizaje en la Luna. Sin embargo, Heuvelmans pensó que su influencia en la historia era más significativa, afirmando que «al pasar por los dos libros, nosotros (él y Van Melkebeke) realmente tuvimos la impresión de que era lo que habíamos hecho originalmente al principio. Eso fue todo».

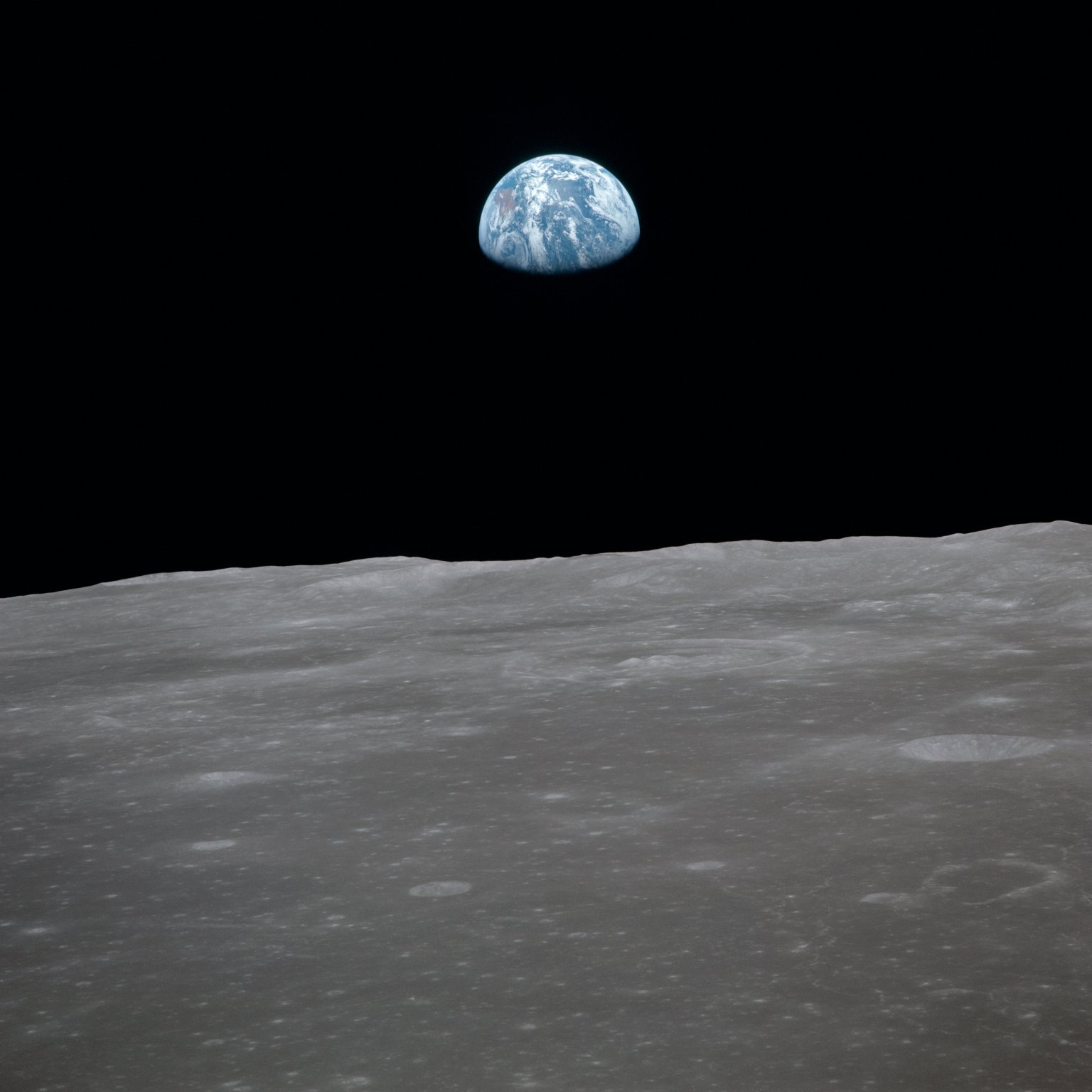
En Aterrizaje en la Luna Hergé dibuja varias vistas de la Tierra desde el cochete y la Luna.

Hergé esperaba que la historia fuera lo más realista posible y trató de evitar elementos fantásticos. En sus propias palabras, «no hay hombres de la Luna, ni monstruos, ni sorpresas increíbles». Para asegurar este realismo, recopiló una amplia gama de documentos sobre cohetes y viajes espaciales con los que realizar investigaciones. En esto fue ayudado por Heuvelmans, que recogió diseños y planos de los cohetes y de las instalaciones atómicas de investigación. El archivo de investigación de Hergé incluía un artículo de la revista estadounidense Collier's, que hablaba sobre cómo la humanidad podía llegar a la Luna, así como libros de Pierre Rousseau y Auguste Piccard. Otro trabajo que utilizó fue L'Astronautique (1950), un libro sobre el viaje espacial putativo por el físico Alexander Ananoff, con quien Hergé comenzó una correspondencia en abril de 1950. También visitó el Centro de Investigación Atómica de Ateliers de Constructions Electriques de Charleroi, poniendo en marcha una correspondencia posterior con su director, Max Hoyaux. Hergé incorporó gran parte de esta información técnica a la historia, pero la aligeró con momentos de humor para hacerla más accesible a sus jóvenes lectores.
Según los críticos literarios Jean-Marc Lofficier y Randy Loficier, entre las posibles influencias ficticias sobre la historia de Hergé se incluyen la novela de 1870 de Julio Verne Alrededor de la Luna y la película estadounidense de 1950 Destination Moon. Hergé se inspiró ciertamente en una serie de imágenes fotográficas de la película Destination Moon que había sido publicada. El sistema informático del centro espacial Sprodj se basó visualmente en el UNIVAC I, el primer ordenador que se creó con fines no militares, mientras que el Centro de Investigación Atómica Sprodj se basaba en el Oak Ridge Centre de Tennessee. Hergé basó su cohete de luna en los diseños del cohete V-2 que había sido desarrollado por los científicos alemanes durante la Segunda Guerra Mundial. El patrón de color rojo y blanco del cohete de Hergé se basó en una ilustración de un V-2 que Hergé había descubierto en el libro de 1947 de Leslie Simon German Research in World War II. Encargó la construcción de un cohete modelo con partes desmontables de su ayudante Arthur Van Noeyen y llevó el modelo a París donde lo mostró a Ananoff, preguntándole si era una representación realista de lo que podría ser un cohete lunar. Él y sus asistentes utilizaron entonces el modelo del cual esbozar con exactitud al producir el cómic. Hergé introdujo en la historia el personaje de Boris Jorgen, que anteriormente había aparecido como antagonista en el El cetro de Ottokar (1939). También añadió evidencia de agua en el suelo lunar, según el consejo de Heuvelmans.

### Publicación
El 7 de septiembre de 1950, Hergé rompió la historia con la declaración «final de la primera parte». Sintió la necesidad de un descanso del trabajo, habiendo caído de nuevo en una depresión clínica. Él y su esposa Germaine fueron de vacaciones a Gland en Suiza, antes de regresar a Bruselas a finales de septiembre. Muchos lectores enviaron cartas a la revista Tintín preguntando por qué Aterrizaje en la Luna ya no estaba siendo serializado, con un rumor que comenzó a circular de que Hergé había muerto. El 18 de abril de 1951, publicó una carta abierta en la revista explicando su ausencia como resultado de una enfermedad causada por el agotamiento e incluyó una ilustración de sí mismo extendido sobre un sillón. Mientras Hergé planeaba su regreso al trabajo, las portadas de la revista Tintín anunciaban el inminente regreso de la historia.
Aterrizaje en la Luna se reanudaría después de una pausa de dieciocho meses, regresando en el número del 9 de abril de 1952, acompañado con un resumen de la historia hasta el momento. Su última entrega apareció el 31 de diciembre de 1953.

### Republicación
En la publicación de la serie, Hergé se enfrentó a las críticas por incluir el suicidio de Wolff en la historia; el suicidio era visto como un pecado en la Bélgica dominada por los católicos. En respeto a estos críticos, para la versión de libro publicada, agregó la línea de Wolff de «quizás por algún milagro yo escaparé también», para hacer la escena parecer un suicidio menos obvio. Años más tarde, Hergé lamentó haber capitulado sobre este tema. La historia fue reunida y publicada por las ediciones Casterman como en un Marché Sur La Lune en 1954. En Casterman estaban descontentos con este título, que se traduce como «caminamos en la Luna», pero Hergé resueltamente se negó a hacer un cambio.

## Acogida de la crítica
Jean-Marc Lofficier y Randy Lofficier creían que la historia en dos partes «pertenece» a Tornasol ya que su «visión cósmica mueve la historia hacia adelante». También expresaron la opinión de que Wolff era un personaje único en las aventuras de Tintín, y lo comparan a un personaje de una novela de John le Carré. Refiriéndose específicamente a Aterrizaje en la Luna, opinaron que era «una verdadera epopeya de la imaginación humana», creyendo que su representación de la Luna ha «resistido la prueba del tiempo» más que otras «novelas de exploración protoespacial». Ellos sintieron que la aventura de la Luna era «Hergé en su mejor versión... un logro triunfal a todos los niveles», concediendo a ambas mitades de la historia cinco estrellas de cinco.
El biógrafo de Hergé, Pierre Assouline, sintió que las dos aventuras lunares «marcan una etapa en el desarrollo del trabajo de Hergé». El biógrafo de Hergé Benoît Peeters elogió la «introducción gradual en la historia de una dimensión real del mal» como algo particularmente eficaz. También expresó la opinión de que Wolff trae «una nota trágica» a la historia, comparándolo con los personajes de las historias de Graham Greene. Él era crítico con el arco de la historia de dos partes, indicando que no tenían «ni la animación y el dinamismo» de El secreto del unicornio o El tesoro de Rackham el Rojo, ni la calidad sobrenatural de Las siete bolas de cristal y El templo del sol.
Harry Thompson señaló que Aterrizaje en la Luna era ampliamente considerado como el «mayor logro artístico» de Hergé, describiendo la aventura de la Luna como una «obra maestra técnica» como resultado de su «extrañamente exacta» representación de la Luna. Thompson expresó su opinión de que Aterrizaje en la Luna podría compararse con el trabajo de los escritores de ciencia ficción Jules Verne y H. G. Wells. Centrándose en la escena en la que el pelo de Hernández y Fernández crece rápidamente en colores brillantes, dijo que proporciona un contraste abrupto con «la naturaleza casi escolástica del resto de la historia», y que «inyecta algunas salpicaduras brillantes» en un «esquema de color cuidadosamente restringido». Philippe Goddin elogió la representación del aterrizaje del cohete como «un magnífico espectáculo, que vale la pena el doble espacio que dio Hergé», destacando también lo que percibía como la «tensión dramática sin precedentes» del final.
En su estudio psicoanalítico de Las aventuras de Tintín, el crítico literario Jean-Marie Apostolidès elogió el destino de los exploradores lunares en el arco de la Luna por su «atención meticulosa a los hechos científicos», pero agregó que esto también había dado lugar a la historia «un tono pedagógico». Añadió que en estas historias, la división principal «no era ya el Bien y el Mal» como lo había sido en las aventuras anteriores, sino «verdad frente a error». Apostolidès opinó que a pesar de ser un personaje «quisquilloso y algo ridículo», a través de sus logros científicos Tornasol crece a la «estatura de un gigante» en este arco, eclipsando a Sir Francis Haddock (de El secreto del unicornio). Continúa afirmando que, al convertirse en el «ancestro sagrado», el viaje a la Luna se convierte en «una búsqueda mística» con la ciencia como su guía. Dibujando comparaciones entre este arco y la historia de El templo del sol, dibujó vínculos simbólicos entre el centro científico y el templo inca del sol, pero señaló que aquí Tornasol era el «sumo sacerdote» en lugar de la víctima sacrificial como lo había sido la historia anterior. Pasando a discutir el cohete lunar en estas historias, Apostolidès lo describió como un objeto fálico que penetró en el «territorio virgen» de la Luna. Al mismo tiempo, describió el cohete como un «vientre materno» en el que los exploradores espaciales dormían. Al comentar específicamente sobre Aterrizaje en la Luna comentó que los protagonistas de la historia volvieron a la infancia al explorar la luna, creyendo que lo habían tratado como un parque temático.
El crítico literario Tom McCarthy afirmó que en el arco de Objetivo: la Luna-Aterrizaje en la Luna, Tornasol «encarna la propia posición de Hergé... en tiempo de guerra, girada en un ambiente de posguerra», representando un genio impulsado por su trabajo cuyas actividades son coincidentes a causas nacionales y políticas. Sugirió que Aterrizaje en la Luna era «quizás el más salvajemente aventurero y el más contemplativo» de la serie. Él sentía que la inclusión del espía y contrabandista Jorgen a bordo del cohete como un polizón reflejaba la idea de que el «extraño» penetrara en el «hogar», algo que él pensaba que estaba presente en otras aventuras. Al comentar sobre la escena en la que Haddock contrabandea una botella de whisky dentro de la Guía de Astrología, afirma que «el texto, en este caso, es hueco, contrabandea algo más», lo que creía era una inversión de la apariencia de un pergamino escondido dentro de un modelo en El secreto del unicornio.